# Ferschnitz
Ferschnitz là một thị trấn ở huyện Amstetten trong bang Niederösterreich ở nước Áo. Đô thị này có diện tích 15,54 km², dân số năm 2001 là 1615 người.